# Farnesolo
Il farnesolo è un sesquiterpene con un gruppo alcolico che ha la fragranza di mughetto e spesso viene usato nelle profumazioni con questa nota. È un liquido incolore e insolubile in acqua, presente in molti olii essenziali (es. citronella, neroli, cyclamen, rosa, muschio ecc.).
Il farnesolo rappresenta anche un fitofarmaco naturale attivo contro gli acari e un feromone per diversi altri tipi di insetti.

## Utilizzi
Il farnesolo viene utilizzato in profumeria per enfatizzare gli odori di dolci profumi floreali. Il miglioramento del profumo è reso possibile dalla sua azione di co-solvente che regola la volatilità degli odori. In particolare, viene utilizzato nei profumi con note di lillà e peonia.
Il farnesolo è un pesticida naturale per gli acari ed è un feromone per molti altri insetti.
In una ricerca del 1994 pubblicata da cinque importanti aziende produttrici di sigarette, il farnesolo è stato elencato tra i 599 additivi per le sigarette.

## Fonti naturali e sintesi
Il farnesolo è prodotto da composti dell'isoprene sia nelle piante che negli animali. Quando il geranil pirofosfato reagisce con l'isopentenil pirofosfato, il risultato è il farnesil pirofosfato a 15 atomi di carbonio, che è un intermedio nella biosintesi dei sesquiterpeni come il farnesene. L'ossidazione può quindi fornire sesquiterpenoidi come il farnesolo.

## Origine del nome
Il farnesolo è presente in un estratto floreale con una lunga tradizione di utilizzo in profumeria. La sostanza prese il nome (intorno al 1900–1905) dall'Acacia farnesiana, poiché i fiori dell'albero erano la fonte commerciale dell'essenza floreale in cui era stata identificata la sostanza chimica. Questa particolare specie di acacia, a sua volta, prende il nome dal cardinale Odoardo Farnese (1573–1626), membro dell'illustre famiglia italiana Farnese che (dal 1550 al XVII secolo) mantenne alcuni dei primi giardini botanici europei privati nei giardini Farnese a Roma. La pianta stessa è stata portata nei giardini Farnese dai Caraibi e dal Centro America, dove ha origine.

## Effetti sulla salute
Si è ritenuto che il farnesolo agisca come agente chemiopreventivo e antitumorale. È utilizzato come deodorante nei prodotti cosmetici per la sua attività antibatterica.  È soggetto a restrizioni sul suo uso in profumeria poiché alcune persone potrebbero esserne allergiche, tuttavia il fatto che il farnesolo possa causare una reazione di questo tipo negli esseri umani è contestato.. In uno studio, i ricercatori hanno scoperto in una coltura di tessuti che il balsamo del Perù e il farnesolo erano in grado di legarsi alle molecole CD1A sulla superficie delle cellule di Langerhans e delle cellule T attive. Tuttavia, il ricercatore de Jong ha osservato che è ancora necessario studiare il modo in cui il composto agisce nei pazienti allergici e progettare inibitori della risposta. Nonostante questo avvertimento, alcuni divulgatori scientifici hanno ritenuto i risultati preliminari di questo studio una prova conclusiva che il farnesolo possa provocare una risposta immunologica attraverso questo meccanismo, benché non sia mai stato testato sulla pelle umana in vivo.

## Funzione biologica
Il farnesolo è utilizzato dal fungo Candida albicans come molecola di quorum sensing che inibisce la filamentazione.